# Varga Dezső (fizikus, 1976–)
Varga Dezső Lendület ösztöndíjas magyar fizikus.

## Tanulmányai
Diákként 1993 és 1995 között részt vett a Kömal feladatmegoldó versenyein.
Az OKTV versenyen első helyezett volt 1994-ben és 1995-ben a III. kategőriában. A Canberra-ban rendezett Fizika Diákolimpián aranyérmet szerzett 1995-ben.  
Egyetemi tanulmányait az Eötvös Loránd Tudományegyetemen végezte, tagja volt az Eötvös Collegiumnak. 2004-ben fizikusi doktori címet szerzett az ELTE-n.

## Szakmai tevékenysége
Kutatómunkáját főleg az alábbi szakterületek végzi: Lágy hadronikus kölcsönhatások kísérleti vizsgálata, gáztöltésű detektorok fejlesztése nagyenergiás fizikai kísérletekhez.
2013-tól a MTA Wigner Fizikai Kutatóközpont munkatársa. Részt vett a Wigner Kutatóközpont és a CERN Alice detektorának közreműködésében.
2013-ban Lendület ösztöndíjban részesült. Az általa vezetett csoport kutatási témája: Új típusú, gáztöltésű részecskedetektorok fejlesztése.

## További információ

### Személyes weblapok
- Varga Dezső - ODT Személyi adatlap. doktori.hu. (Hozzáférés: 2019. május 9.)
- Varga Dezsõ | WIGNER Fizikai Kutatóközpont. wigner.mta.hu. [2019. május 9-i dátummal az eredetiből archiválva]. (Hozzáférés: 2019. május 9.)

### Ismeretterjesztés
- Varga Dezső (MTA Wigner Fizikai Kutatóközpont): A részecskefizika eszköztára: felfedezések és detektorok. VIDEOTORIUM. (Hozzáférés: 2019. május 9.)
- Különleges világítás a vulkánok mélyén. National Geographic. (Hozzáférés: 2019. május 9.)